# Nitchevo (film, 1936)
Pour les articles homonymes, voir Nitchevo.
Pour plus de détails, voir Fiche technique et Distribution.
Nitchevo est un film français réalisé par Jacques de Baroncelli, sorti en 1936. Le film est le remake du film muet Nitchevo, écrit et réalisé par Baroncelli en 1926.

## Synopsis
Thérèse, une femme qui « a vécu », est l'épouse de Robert Cartier, commandant d'un sous-marin. Elle a été autrefois liée à un trafiquant d'armes, Sarak ; celui-ci tente de la faire chanter en menaçant de raconter à Cartier le passé de son épouse. Elle demande l'aide d'Hervé de Kergoët, l'officier en second de son mari, qui jadis l'avait soutenue contre Sarak. Le commandant soupçonne alors sa femme de lui être infidèle. Lorsque le trafiquant, à bord de son yacht le 'Nitchevo' s'embarque pour un voyage de contrebande, Cartier est chargé de l'arraisonner. Lors d'un affrontement, le yacht est coulé, mais le sous-marin, gravement endommagé, est en péril. L'officier en second s'explique sévèrement avec Cartier qui comprend que sa femme lui est restée fidèle. Après un sauvetage dramatique, ils sont finalement sauvés.

## Fiche technique
- Titre : Nitchevo
- Autre titre : L'Agonie du sous-marin
- Réalisation : Jacques de Baroncelli, assisté de Rodolphe Marcilly
- Scénario : Jacques de Baroncelli
- Adaptation : André Beucler, T.H Robert
- Dialogues : Steve Passeur
- Photographie : Jean Bachelet
- Décors : Serge Pimenoff, Georges Wakhevitch
- Montage : Jean Delannoy
- Musique originale : Arthur Honegger
- Directeur musical : Ray Ventura
- Directeurs de production : Oscar Dancigers
- Production : Mega Films
- Pays d'origine :  France
- Format : Noir et blanc - 35 mm - 1,37:1 - Mono
- Genre : Drame
- Durée : 80 minutes
- Date de sortie :
  - France : 18 décembre 1936

## Distribution
- Harry Baur : le commandant Robert Cartier
- Marcelle Chantal : Thérèse Sabianne
- Georges Rigaud : Hervé de Kergoët
- Jean-Max : Sarak
- Lisette Lanvin : Claire
- Ivan Mosjoukine : l'officier Meuter
- Paul Azaïs : Lemoule, un matelot
- Jean Tissier : l'inventeur Dujourcour
- Habib Benglia : un matelot
- Jean Daurand : un matelot
- Abel Tarride : Arbères
- Lucien Coëdel : le radio
- Marcel Lupovici : le lieutenant
- Philippe Richard : le gardien chef
- Paul Velsa : le cuisinier
- Jean Dunot
- Rodolphe Marcilly
- André Siméon
- Philippe Derevel
- Romain Gary : figurant s'appuyant au bastingage et regardant la mer.

## Autour du film
Nitchevo est le dernier film du grand acteur Ivan Mosjoukine qui meurt trois ans après le tournage.
Dans son roman autobiographique La Promesse de l'aube, Romain Gary, alors tout jeune enfant, déclare avoir fait de la figuration dans ce film.